# Thất Khê
Thất Khê là xã của tỉnh Lạng Sơn, Việt Nam.
Cùng với thị trấn Đông Khê, Thất Khê nổi tiếng với các trận đánh trong Chiến dịch Biên giới vào tháng 10 năm 1950.

## Địa lý
Thị trấn Thất Khê nằm ở trung tâm huyện Tràng Định, có vị trí địa lý:
- Phía đông giáp xã Đội Cấn
- Phía tây và phía nam giáp xã Đề Thám
- Phía bắc giáp xã Chi Lăng và xã Đại Đồng.

Thị trấn Thất Khê có diện tích 19,48 km², dân số là 13.776 người, mật độ dân số đạt 707 người/km².
Thất Khê cách thành phố Lạng Sơn 63 km và là giao điểm của quốc lộ 3B nối sang tỉnh Bắc Kạn và biên giới với Trung Quốc, quốc lộ 4 nối với thành phố Cao Bằng và thành phố Lạng Sơn, tỉnh lộ 226 nối với huyện Bình Gia và từ đó có thể theo quốc lộ 1B về tỉnh Thái Nguyên.
Thung lũng Thất Khê là nơi gặp gỡ của hầu hết các sông suối như Sông Bắc Khê tạo thành ranh giới tự nhiên phía tây và nam của thị trấn, suối Cốc Phát và suối Pác Cát. Do vậy, cánh đồng lúa Thất Khê phì nhiêu, màu mỡ. Cùng với cánh đồng lúa Tri Phương và Quốc Khánh, cánh đồng lúa Thất Khê trở thành vựa lúa lớn nhất tỉnh Lạng Sơn.

## Lịch sử
Tháng 9 năm 1925, cùng với việc thành lập thị xã Lạng Sơn, người Pháp đã có ý định thành lập thị xã Thất Khê. Tuy nhiên do nhiều điều kiện khác nhau, Thất Khê không thể trở thành thị xã.
Sau năm 1975, Thất Khê là một thị trấn thuộc huyện Tràng Định như hiện nay.
Ngày 1 tháng 12 năm 2024, điều chỉnh một phần diện tích tự nhiên là 18,61 km², quy mô dân số là 8.527 người của xã Đại Đồng để nhập vào thị trấn Thất Khê. Sau khi điều chỉnh, thị trấn Thất Khê có diện tích tự nhiên là 19,48 km² và quy mô dân số 13.776 người.